# العامل السابع
العامل السابع (بالإنجليزية: FACTOR VII)‏ رقمه الكيميائي:(EC 3.4.21.21)، كان يعرف سابقا باسم (بروكونفيرتين).وهو واحد من البروتينات التي تسبب تجلط الدم . وهو انزيم من طبقة سيرين البروتياز. إن نقص العامل السابع نادر الوجود، ويمكن تنشيط هذا العامل بتناول عقاقير منع التخثر عن طريق الفم كالكيومارون. ولكن زيادة جرعة الكيومارون تسبب النزيف. ويعد العامل 7السابع ضروري لتكوين البروثرومبين المنشط. لا يُستهلك العامل السابع خلال عملية التخثر وعليه يوجد في كل من البلازما ومصل الدم.

## وصلات إضافية
- Official website
- S01.215